# Coenocorypha
Coenocorypha es un género de pequeñas aves, también conocidas como chochitas de Nueva Zelanda,  que se encuentran en las islas pequeñas de Nueva Zelanda. Existen actualmente dos especies ampliamente aceptadas, dos especies extintas y varias subespecies, pero la taxonomía del género está actualmente bajo debate y estas subespecies han sido elevadas al rango de especie por algunos autores. Una de las especies o subespecies todavía no descritas fue descubierta costa afuera de la Isla Campbell en 1997.  El género antiguamente estaba distribuido desde Fiyi y Nueva Caledonia, por todo el territorio principal de Nueva Zelanda y al sur hasta las islas subantárticas de Nueva Zelanda, pero la predación por especies introducidas ha reducido drásticamente su área de distribución.

## Taxonomía y distribución
El parentesco entre las chochitas de Nueva Zelanda y las agachadizas del género Gallinago no está definido; a veces se piensa que Coenocorypha es un relicto de un antiguo linaje, sin embargo se ha investigado insuficientemente para probar esto. El primer espécimen, fue colectado de las islas Auckland durante el viaje del Erberus y del Terror y fue descrita por George Gray en 1845. Diez años después el asignó la especie a un género propio. Con la excepción de la chochita de la Chatham y la chochita de Forbes (descrita de un fósil encontrado en las islas Chatham), todas las chochitas colectadas después fueron asignadas a la especie original llamada chochita de Nueva Zelanda. Las formas subepecíficas fueron descritas de las Snares, Isla Little Barrier, isla Stewart e islas Antípodas.
Un estudio morfológico y comparaciones de plumaje y comportamiento llevaron a algunos autores a aceptar que las chochitas de las islas Snares, isla Little Barrier e isla Stewart eran todas especies en vez de subespecies de la forma de la isla Auckland y destacaron la posibilidad de que la forma de la isla Antípoda podría ser una especie separada.
En 1997 una forma previamente desconocida de chochita fue descubierta en la Isla Jacquemart costa afuera de la isla Campbell. La Chochita de la Campbell aún debe ser formalmente descrita científicamente pero es considerada una especie diferente en la radiación de las chochitas de Nueva Zelanda. También se han descubierto ahora restos fósiles de Coenocorypha en las islas de Nueva Caledonia, Fiyi y Norfolk. La evidencia fósil ha demostrado que la forma de la Isla Little Barrier estaba antes distribuida por la Isla Norte y que la forma de la Isla Stewart lo estaba en la Isla Sur, ambas especies están ya extintas.

## Morfología
Las chochitas Coenocorypha se parecen a las agachadizas Gallinago, aunque ellas son mucho más pequeñas, más compactas y tienen picos mucho más cortos. En general ellas tienen largos picos y cortos cuellos, alas y colas. Miden entre 19 y 24 cm de largo y 28 y 35 cm de envergadura, y pesan entre 75 y 120 g. La especie menor es la Chochita de la Isla Chatham. Sus plumajes son en general castaños, la mayoría de las especies tienen una banda oscura en el ojo. Las plumas escapulares en las alas están moteadas y en algunas especies tienen las puntas blancas.

## Comportamiento

### Dieta
Las chochitas Coenocorypha son carnívoras, que se alimentan de  invertebrados que encuentran sondeando en el suelo y en la vegetación compacta. La alimentación es tanto diurna como nocturna, con una mayoría  que caza en la noche y en la mañana temprano. Los turnos de alimentación se caracterizan por el sondeo continuo del suelo hundiendo todo el pico. El suelo es cubierto sistemáticamente, con cerca de 18 hoyos por cada 100 cm² (10×10 cm) de suelo. Sus presas son detectadas presumiblemente por el tacto y posiblemente por los corpúscolos de Herbst, racimos de células que pueden detectar cambios de presión y se ha demostrado que se usan por otras limícolas para detectar la presa. Las presas menores son tragadas con el pico aún hundido, ya que la mandíbulas son flexibles y la presa puede ser manipulada en el suelo. Las presas mayores son sacadas del suelo para mejor manipularlas y tragarlas. La presas más comunes atrapadas incluyen lombrices de tierra, anfibios, larvas y adultos de escarabajos y las pupas de otros insectos.

### Reproducción
La biología de la reproducción de algunas de las chochitas Coenocorypha han sido estudiadas en algún detalle. Ellas son mayormente monógamas (aunque ocasionalmente algunos machos intentan la poligamia) y defienden territorios de otras parejas reproductoras, aunque los no reproductores son tolerados dentro de los territorios. La formación de parejas ocurre algunos meses antes de la reproducción, y los machos alimentan a las hembras como parte de los rituales de cortejo. Antes de reproducirse la chochita de Nueva Zelanda también participa en exhibiciones aéreas con reclamos seguidos por un ronquido no vocal creado por las aves en picada al pasar aire en movimiento rápido a través de las rectrices de la cola. Esta exhibición se piensa sea el origen de las leyendas maoríes sobre el hakawai; los reclamos son conocidos por los científicos por ese nombre también.
Ambos sexos escogen el sitio de anidación, aunque solo la hembra construye el nido. La nidada usual es de dos huevos, puestos a tres días de diferencia. Las obligaciones de la incubación son compartidas entre los sexos, y toma 22 días para la eclosión. Donde el macho tiene dos hembras en su territorio va a incubar en solo un nido, la hembra del otro tiene que incubar sola, demorando la eclosión 38 días.
Al nacer las crías la pareja se divide, cada miembro de la pareja se encarga de un solo pichón para criarlo. Los pichones son alimentados durante cerca de 41 días y permanecen con el progenitor encargado por otros 20 días adicionales. Los pichones de Chochita de la Chatham maduran más rápido que los de otras especies y sólo son alimentados por 30 días y se vuelven independientes a los 41 días. El cuidado parental en la extinta chochita de la Isla Sur se piensa que también era diferente, con estudios realizados en 1923 y 1930 que muestran que ambos padres cuidaban a un único pichón. No se conoce nada sobre al cuidado parental de las chochitas de la Isla Norte, la de Forbes, las de Fiyi, Nueva Caledonia o Isla Norfolk.

## Amenazas y conservación

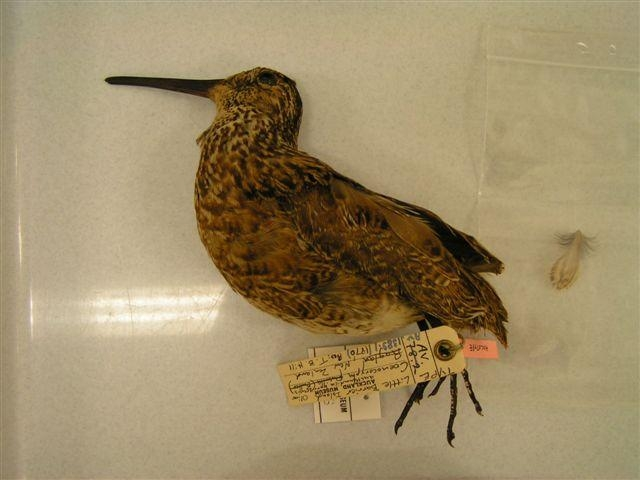
Coenocorypha barrierensis (Chochita de la Isla Norte)

Las chochitas Coenocorypha evolucionaron en islas oceánicas sin mamíferos terrestres y fueron ecológicamente ingenuas frente a los depredadores  Cuando los humanos llegaron a las islas habitadas por ellas, trajeron consigo a la rata polinesia y luego a predadores mucho más agresivos tales como la rata negra, el armiño y el gato. Con la llegada de estos predadores las chochitas pronto se extinguieron, con las especies de Fiji, Nueva Caledonia e Isla Norfolk extintas en la prehistoria de esa parte del mundo. Alrededor de Nueva Zelanda las chochitas sobrevivieron en islas costa afuera raramente visitadas y en islas subantárticas. La especie de la Isla Norte sobrevivió hasta la llegada de los colonos europeos, y la última Chochita de la Isla Sur sobrevivió en la Isla Stewart hasta 1964, cuando las ratas llegaron a la Isla Cabo Sur Grande. La isla había sido también el último refugio del Acantisita de Matorral y el Murciélago colicorto mayor de Nueva Zelanda. Se hicieron intentos de capturar algunas chochitas (y acantisitas) para su translocación a una isla segura, pero solo dos chochitas se capturaron y ambas murieron al siguiente día.
Actualmente las especies de chochitas remanentes son prioridad de conservación. Se han desarrollado técnicas para translocar chochitas sin matarlas y un pequeño grupo de chochita de las Snares han sido establecidas nuevamente costa afuera de la Isla Stewart. La chochita de la Isla Campbell ha sido beneficiada por la extirpación de las ratas de esa isla en 2001; ellas han recolonizado la isla principal desde la Isla Jacquemart y comenzaron a reproducirse allí nuevamente.

## Especies
- Coenocorypha pusilla, chochita de las Chatham, Islas Chatham.
- Coenocorypha aucklandica, chochita de Nueva Zelanda, Nueva Zelanda.
  - Coenocorypha (aucklandica) aucklandica, chochita de las Auckland, Islas Auckland.
  - Coenocorypha (aucklandica) meinertzhagenae, chochita de las Antípodas, Islas Antípodas.
  - Coenocorypha (aucklandica) perseverance, chochita de la Campbell, Isla Campbell.
- Coenocorypha huegeli, chochita de las Snares, Islas Snares.
- † Coenocorypha barrierensis, chochita de la Isla Norte.
- † Coenocorypha iredalei, chochita de la Isla Sur.
- † Coenocorypha chathamica, chochita de Forbes, fósil de Isla Chatham
- † Coenocorypha miratropica, chochita de Viti Levu, Viti Levu.
- † Coenocorypha sp., chochita de Nueva Caledonia, Nueva Caledonia.
- † Coenocorypha sp., chochita de la Norfolk, Isla Norfolk.